# Berchem (Luxembourg)
Pour les articles homonymes, voir Berchem.
Berchem (en luxembourgeois : Bierchem ) est une localité de la commune luxembourgeoise de Roeser située dans le canton d'Esch-sur-Alzette.

## Histoire

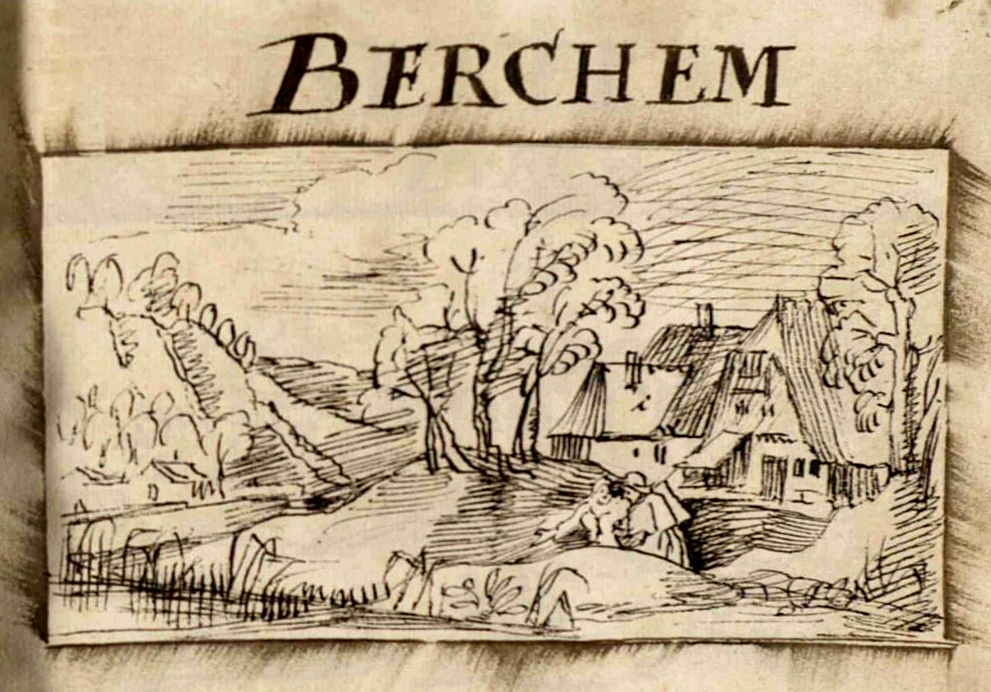
Dessin de Berchem réalisé par l'abbé en 1597.